# Biguglia
Biguglia település Franciaországban, Haute-Corse megyében. Lakosainak száma 7638 fő (2022. január 1.). Biguglia Furiani, Borgo, Oletta, Olmeta-di-Tuda és Rutali községekkel határos.

## Népesség
A település népességének változása:
| Lakosok száma | 905  | 2812 | 4073 | 6066 | 7772 | 7957 | 7923 | 7810 | 7732 | 7638 |
|               | 1968 | 1982 | 1990 | 2006 | 2013 | 2015 | 2017 | 2019 | 2020 | 2022 |